# Сура Аль-Адіят
Сура Аль-Адіят (араб. سورة العاديات‎) або Ті, що скачуть — сота сура Корану. Мекканська, містить 11 аятів.

## Текст
Переклад Михайла Якубовича.

1. Клянуся тими, що скачуть захекані,
2. і вибивають іскри,
3. і нападають удосвіта,
4. і підіймають хмари пилу,
5. і вриваються в натовп!
6. Воістину, невдячна людина перед Господом своїм!
7. І, воістину, вона сама тому свідок!
8. І, воістину, вона надто сильно полюбляє блага!
9. Хіба не знає вона, що коли воскресять тих, хто в могилах,
10. і коли стане відомим те, що в серцях,
11. воістину, в той День Господь твій буде знати все про них?